# Jonny Hill

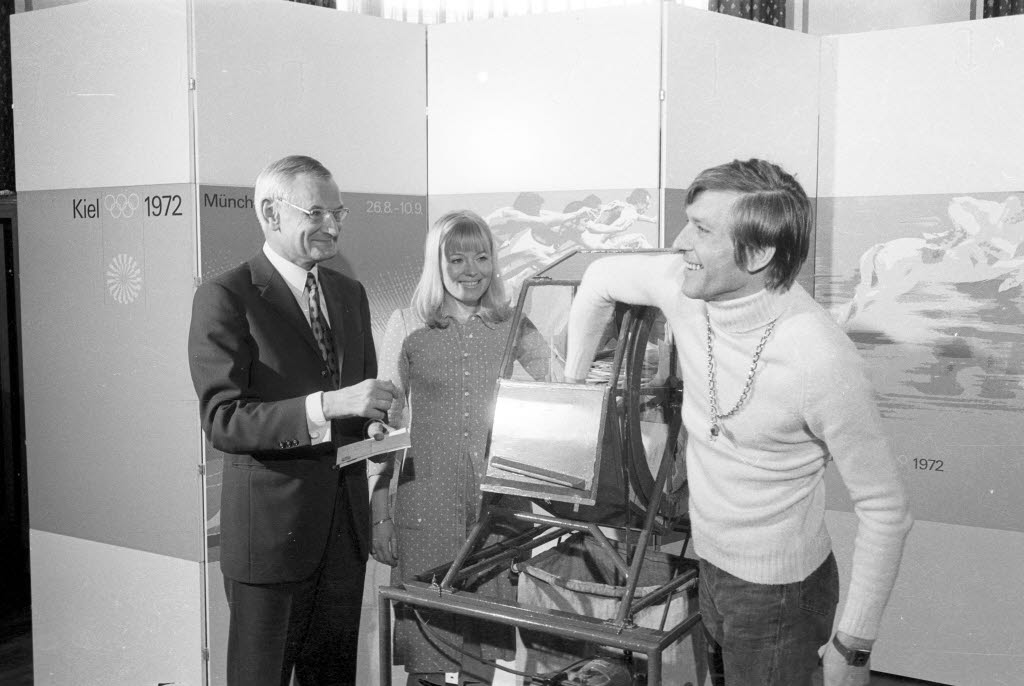
Jonny Hill (re.) auf einer Lotterieveranstaltung für die Olympischen Spiele, 1972

Jonny Hill (* 27. Juli 1940 als Feri Gillming in Graz) ist ein österreichischer Musiker, Texter, Produzent und Entertainer, der vor allem im Bereich des Schlagers und der deutschsprachigen Country-Musik tätig ist. Seit einiger Zeit lebt er im Kanton Thurgau in der Schweiz.

## Leben
Jonny Hill arbeitete nach der Schule zunächst als Schauspieler. Hier verkörperte er mehrere kleinere Rollen beim Theater und war 1962 in einer Nebenrolle im Spielfilm Auf Wiedersehn am blauen Meer zu sehen. Hill wurde von Lotar Olias als Sänger entdeckt, der ihn wegen seiner Freddy Quinn ähnlichen Stimme entsprechend aufbauen wollte. Unter dem Pseudonym Victor nahm er 1968 die Singles Liebe ist Feuer und Wasser und Ich bin dein Freund auf. In Norddeutschland gelang Jonny Hill dann im Oktober 1969 der Durchbruch mit dem Schlager Wieder in der Heimat. Es ist die Rückseite von Ein Herz und eine Rose. Ilse Seemann stellte Wieder in der Heimat in der Deutschen Schlagerparade von NDR 2 vor. In der Folge stieg er damit gleich auf Platz 7 ein. Von dort aus gelangte er in den kommenden Wochen bis ganz an die Spitze, wo er sich lange halten konnte. Im März 1971 gelang ihm im Norden bereits ein ähnlich großer zweiter Erfolg mit Und küssen konnte sie gut. 1978 nahm er mit dem Lied Louisiana am deutschen Vorentscheid zum Grand Prix Eurovision de la Chanson (heute Eurovision Song Contest) teil und erreichte den 8. Platz von 15 in das Finale gelangten Beiträge. 1979 gelang ihm mit Ruf Teddybär Eins-Vier der endgültige große Erfolg, der ihm die anhaltende Berühmtheit und Beliebtheit einbrachte. Bei dieser Aufnahme handelt es sich um einen gesprochenen Text in Gedichtform, der mit Musik unterlegt ist. Diese Aufnahme brachte ihm eine Goldene Schallplatte ein. Neben Schlagern und Country-Titeln singt Hill auch Volkslieder und Seemannslieder.
1989 erhielt Jonny Hill bei RTL eine eigene Fernsehshow namens Kilometer 330. 1992 nahm er am Grand Prix der Volksmusik teil. Sein Titel Zur großen Freiheit erreichte bei der deutschen Vorentscheidung den 9. Platz. Ähnlich erging es ihm 1995 mit dem Titel Sieben Meere, der auf Platz 12 der deutschen Vorentscheidung kam. Erfolgreicher war er beim niedersächsischen Wettbewerb Lieder so schön wie der Norden 1993, als er mit Kleine Helden auf großer Fahrt den 2. Platz belegte. Auch bei den Deutschen Schlager-Festspielen 1998 war er vertreten. Sein Titel Der Regenmann belegte den 6. Platz.
Jonny Hill ist bis heute immer wieder in verschiedenen Fernsehsendungen zu sehen und zu hören. Er ist auch als Produzent für andere tätig. Seit 2017 ist Jonny Hill Ehrenmitglied der Kraftfahrer-Initiative Bewegen mit Herz e. V.
Hill ist seit 1964 mit seiner Frau Helga verheiratet. Er ist der Bruder des Schriftstellers Folke Tegetthoff.

## Diskografie

### Alben
- 1969: Eine Reise um die Welt
- 1971: Unsere Heimat ist der Ozean
- 1975: Weit, weit, weit ist es nach Lüdenscheid
- 1976: Über alle sieben Meere (mit Käpt’n Ross und dem Hummel-Hummel-Orchester)
- 1976: Auf großer Fahrt
- 1976: Weihnachten mit Dir
- 1979: Soweit die Füße tragen
- 1979: Die bekanntesten 24 Country Hits in Deutsch
- 1980: Ein Mann und das Meer
- 1981: Die schönsten deutschen Volkslieder im Country-Sound
- 1982: Jonny Hill
- 1983: Country Songs
- 1986: Westwärts
- 1986: Jonny Hill singt die größten Country-Hits
- 1987: Hallo Teddybär
- 1988: Zorn und Zärtlichkeit
- 1989: Unter dem Himmel von Hamburg
- 1989: Heut geht es an Bord
- 1989: König der Landstraße
- 1990: Ohne Grenzen
- 1991: Ich bin für die Liebe
- 1991: Zu Hause brennt ein Lichterbaum
- 1991: Country Christmas
- 1993: Meine Liebe lebt
- 1994: Tommy und Strolch
- 1996: Mitten im Leben
- 1996: Laß mich sein wie ich bin!
- 1998: Ich fahr’ meine Tour
- 1998: 20 Jahre Teddybär
- 1999: Gibt es einen Weihnachtsmann ?
- 1999: Wölfe und Schafe
- 2000: Auf großer Fahrt
- 2002: Überall
- 2002: Bis ans Ende der Welt
- 2003: Herzlichst
- 2003: Ich hab noch viele Träume
- 2004: Gala der Gefühle (Duett-CD mit Linda Feller)
- 2006: Lichter auf den Hügeln
- 2006: Advent & Weihnachten mit Jonny Hill
- 2006: Was zu Teufel ist schon Liebe
- 2009: Unvergessene Hits
- 2009: Für immer jung
- 2011: Jonny Hill singt .. die schönsten Lieder von Freddy Quinn
- 2011: Das Beste – 30 Jahre
- 2012: In Nashville
- 2014: Bitte treten Sie zurück
- 2017: Mein Herz für Tiere
- 2019: 40 Jahre Teddybär
- 2022: Sag, wer vermisst mich, wenn ich geh
- 2024: Balsam für die Seele

### Bekannte Titel
Jonny Hill hat über 500 Titel aufgenommen. Zu den bekanntesten zählen:
- 1971: Auf einem Seemannsgrab blüh’n keine roten Rosen
- 1973: So schön ist Kanada
- 1974: Abschied ist kein Grund zum weinen
- 1979: Ruf’ Teddybär eins-vier
- 1980: Rosen für Mama
- 1981: Ruby, mach’s mir doch nicht so schwer (deutsche Fassung von Ruby, Don’t Take Your Love to Town)
- 1982: Laß uns auseinandergehen
- 1983: Der alte Mann
- 1983: Wo der Mond versinkt
- 1984: Heute Nacht da brauch ich Dich (deutsche Fassung von Help Me Make It Through the Night)
- 1986: Hallo Teddybär
- 1988: Deine Augen
- 1988: Wenn Du bei mir bist
- 1989: Überall
- 1989: 500 Meilen von zuhaus
- 1991: Allzeit gute Fahrt
- 1992: Dieser Weg führt nach Haus (deutsche Fassung von Country Roads)
- 1993: Meine Liebe lebt
- 1993: Kleine Helden auf großer Fahrt
- 1994: El Lute (vgl. die Person Eleuterio Sánchez Rodríguez)
- 1997: 30 Tonnen Kerosin
- 1998: Der Regenmann
- 2007: Spiele nicht mit mir
- Papa, ich bin Teddybär
- Teddybär ich danke dir
- Tommy und Strolchi